# Arc (contre-torpilleur)
Pour les articles homonymes, voir Arc.
L'Arc est un contre-torpilleur français de 300 tonnes de classe Arquebuse en service actif entre 1903 et 1919. Il fut réalisé aux Établissements Schneider à Chalon-sur-Saône.

## Chronologie du navire
Mis en chantier en 1901 aux Ateliers des Établissements Schneider à Chalon-sur-Saône, il est lance le 24 décembre 1902 et de juillet 1903 à juillet 1904 il est aux essais à Toulon. En 1905 il est versé à l'Escadre de la Méditerranée, et en 1907 à la Défense mobile d'Oran (Algérie) et jusqu'en 1911 appartient à la 5e Flottille des Torpilleurs de la Méditerranée.
En juin 1912;, il est versé à la 1re Armée Navale, 4e Escadrille de Contre-Torpilleurs, et de 1913 à juillet 1914 en Réserve spéciale à Toulon. ou il est réintégré à la 1re Armée Navale, divisionnaire de la 2e Escadrille des Sous-Marins à Bizerte (Tunisie), navigue comme escorteur de sous-marins, ou patrouilleur en Adriatique, aux Dardanelles en 1915, puis aux 4e et 8e Escadrille de Contre-Torpilleurs avant d'être rayé le 1er octobre 1920 dontb la coque est vendue le 9 janvier 1921

## Caractéristiques
- Déplacement de 302 tonnes
- Moteur de 6 300 chevaux
- Dimensions : 58,3 × 6,4 × 3,2 m
- Vitesse PMP : 30 nœuds[2].

## Histoire
Lors de sa mise en service en 1904, il intègre l'Escadre de Méditerranée et, en 1907, l'Arc fait partie de la 5e Flottille de Torpilleurs de Méditerranée, basé à Oran. Au mois de juin 1912, il est rattaché à la 4e Escadrille de l'Armée navale et, en 1914, il est basé à Bizerte en Tunisie, et remplit des missions de patrouilles et d'escorte de sous-marins dans l'Adriatique. Il est aux Dardanelles en juin 1915, passe ensuite à la 4e, puis à la 8e Escadre de Contre-torpilleurs
Il est à Toulon en août 1916 pour faire enlever ses chaudières afin être réparées.

### Premier sauvetage
Le 18 janvier 1917, il appareille de Toulon à destination de Malte escortant l' Empress-Ekatherina II, trois jours plus tard il quitte le convoi en direction de La Valette dont il repart le 23 janvier pour mouiller dans la baie de Saint-Paul à 16 heures 40. Il repart le lendemain matin à 4 h 30 pour retrouver le convoi qu'il formait avec l' Amiral-Magon, et la Pampa. A 12 h 00 il ouvre la route du convoi et vers 17h 30 prend poste pour la nuit derrière le convoi, vers 17 heures. Position qu'il garde le lendemain lorsque le convoi prend la route au S. 86 E. et prend la tête à 8 heures, croisant à 9h les vapeurs français Ionie et Médie. Afin d'interpréter un signal de point, fait le tour de la Pampa. À 11 heures 12 il met à toute vitesse à la suite de l'alerte lancée par l' Amiral-Magon, appel par radio à 11 heures 15, Amiral-Magon, torpillé. A 11 heures 24 l' Arc, manœuvre pour rechercher le sous-marin, puis organise le sauvetage des occupants de l'Amiral-Magon qui coule par l'arrière. A midi le sauvetage des naufragés est effectué et à Midi 05 le canonnier Girard donne l'alerte d'un périscope à 30 mètres à quart babord. L'Arc tire un coup de canon de 65, puis un second de 47, puis patrouille un quart d'heure à la recherche du sous-marin, et revient sur le lieu du naufrage. A 15 heures le commandant fait procéder à l'immersion du cadavre d'Eugène François Josse, chef mécanicien de l' Amiral-Magon. L' Arc , a sauvé 471 hommes, ainsi que 2 canots. C'est le sous-marin allemand U 39 qui torpilla l' Amiral-Magon
A 17 heures arrive sur place le torpilleur d'escadre  Bombarde à qui est remis une partie des hommes sauvés avant que de reprendre la route en direction d'Argostoli où il franchit le premier barrage le 26 janvier à 7 heures 50, et remet à 8 heures les naufragés qui restaient à son bord aux cuirassés Mirabeau, et Condorcet, et mouille à Argostoli à 9 heures 15.

### Second sauvetage
En convoi avec le Danube, L' Annam II, est torpillé par babord arrière par le sous-marin allemand UC35, le 10 juin 1917, à 20 miles à l'ouest de Sapienza, une petite île au sud-ouest du Péloponnèse.
l'ensemble de l'équipage est sauvé par l'Arc qui tente vainement de remorquer l'Annam II qui finit par couler lentement. 

## Commandants
- Léon Marie Le Vay (1867-1942), Lieutenant de vaisseau, commandant au 20 janvier 1905
- N...., lieutenant de vaisseau, commandant en 1907
- Charles Fontaine (1868-19..), au 1er avril 1908
- Camille Antoine Amiot (1864-1935), capitaine de frégate, commandant le 10 septembre 1910 à Oran
- Édouard Jacquet (1852-1955), commandant en 1912
- Jean-Michel Arthur Tardieu (1874-1922), lieutenant de vaisseau, commandant en janvier 1917
- Edmond Aimé Marie Odent (1879-1928), lieutenant de vaisseau, commandant en juillet 1917[5]

## Personnalités ayant servi ou monté à son bord
- Louis Élie Roustan (1880-19..), à bord en qualité d'enseigne de vaisseau le 8 décembre 1910, puis commandant en Second en 1912[6]

### Citations
Dans son rapport, le lieutenant de vaisseau Tardieu cite et met à l'honneur les hommes de son équipage qui par une mer très agitée se sont jetés à l'eau peut être 10 fois chacun pour amener le long du bord, par des roulis violents, les naufragés exténués, sachant qu'à la moindre alerte ils seraient abandonnés. Ces hommes sont :
« Malausse, quartier-maître de timonerie; quartier-maître mécanicien Galiay; les chauffeurs brevetés: Gastaud, et Merlin; le mécanicien breveté : Laurent; le gabier Dubosq, patron du youyou, extrêmement dévoué et adroit ayant sauvé beaucoup de monde dans sa petite embarcation a soutenu plusieurs soldats lorsque l'embarcation a chaviré le long du bord. Le patron de la baleinière, quartier-maître de manœuvre Fouqueu-Sarasin; quartier-maître électricien Mart d'un dévouement inlassable, ont rendu de très grands services par leur sang-froid et leur adresse. Le quartier-maître mécanicien Antignac qui s'est proposé spontanément pour armer le berthon, a fait plusieurs voyages et a fini par couler, recueilli ensuite par la baleinière. Le fusilier breveté Lasquellec, le quartier-maître canonnier Allès, le canonnier breveté Eychart, le torpilleur breveté Lhelgoualch, le matelot Médeleck, l'électricien breveté  Thomas ont pris part très activement au sauvetage dans diverses embarcations, faisant preuve d'une grande énergie. Le torpilleur Bagilet, le chauffeur Domas, le matelot clairon Le Mézet, se sont distingués à bord par leur entrain, leur dévouement, et leur intelligentes initiatives dans le sauvetage des survivants. Le canonnier Girard dont la veille attentive a permis d'apercevoir le périscope dès son émersion. Le quartier-maître infirmier Cap, très zélé et d'un dévouement sans pareil, a multiplié ses soins et fait un bon nombre de pansements dans des circonstances particulièrement difficiles (32 blessés et une dizaine d'asphyxiés) et parmi les maîtres, je citerai Guillou, qui m'a secondé  sur la passerelle avec son zèle et sa capacité technique coutumiers, le 2e maître canonnier Farcy, mécanicien Guivarch, timonier Savignac se sont dévoués au sauvetage avec un zèle inlassable. Enfin l'éta-major, et tout spécialement l'enseigne de vaisseau Roustan, officier en second qui a dirigé les opérations de sauvetage à l'arrière, le tassement systématique du personnel sauveté dans toutes les parties du bâtiment, le ravitaillement etb la police avec une énergie et un sang-froid tout à fait remarquables. Le mécanicien Gicqel, et l'enseigne de vaisseau 2e classe, Blazer, qui ont donné la main aux opérations de sauvetage avec le plus grand zèle et un réel dévouement » signé le lieutenant de vaisseau commandant Tardieu, le 26 janvier 1917.